# Arinae
Sous-famille
Synonymes
- Arini G.R. Gray, 1840
- Macrocercini Vigors, 1825

Les Arinae sont une sous-famille d'oiseaux néotropicaux de l'ordre des Psittaciformes appelés aras, conures, Papegeais, amazones, touïs, piones, Loros… Plusieurs espèces se sont éteintes depuis la découverte de l'Amérique par les occidentaux.

## Taxinomie
Ces oiseaux colorés forment, selon plusieurs classifications aviaires, un groupe homogène du fait de critères biogéographiques et morphologiques. Dans la classification de Peters, ces oiseaux sont regroupés dans la tribu des Arini des Psittacinae. Ce groupe, concernant les mêmes oiseaux, a été élevé au rang de sous-famille dans la classification de Howard et Moore sous le nom des Arinae.
On distingue facilement parmi ces espèces, deux groupes distincts, les espèces à rectrices courtes et les espèces à rectrices longues. Ces deux groupes pourraient être issus de lignées différentes, aussi le groupe des Arinae pourrait être scindé en deux sous-familles distinctes si cette hypothèse se confirmait.
| Longue rectrice | Courte rectrice |
| --- | --- |
| Ara, caïque, Conure | Touï, Crick, Amazone |
| - Anodorhynchus (2 espèces vivantes, 1 éteinte récemment) - Cyanopsitta (éteint à l'état sauvage) - Ara (8 espèces vivantes, au moins une espèce éteinte récemment) - Orthopsittaca (1 espèce) - Primolius (3 espèces) - Diopsittaca (1 espèce) - Guarouba - †Conuropsis (1 espèce éteinte) - Aratinga (environ 25 espèces vivantes, au moins une espèce éteinte récemment) - Rhynchopsitta (2 espèces) - Ognorhynchus - Nandayus - Leptosittaca - Cyanoliseus - Pyrrhura (environ douze espèces, une espèce peut-être éteinte récemment) - Enicognathus (2 espèces) - Pionites (2 espèces) - Deroptyus - Brotogeris (8 espèces) - Myiopsitta (1-2 espèces) - Bolborhynchus (3 espèces) - Psilopsiagon (2 espèces) | - Forpus (7 espèces) - Nannopsittaca (2 espèces) - Touit (8 espèces) - Triclaria - Amazona (environ 30 espèces vivantes, au moins deux espèces éteintes récemment) - Pionus (7 ou 8 espèces) - Alipiopsitta - Pionopsitta - Pyrilia (7 espèces) - Hapalopsittaca (4 espèces) - Graydidascalus |